# Тарханов Олександр Федорович
Олександр Федорович Тарханов (рос. Александр Федорович Тарханов, нар. 26 вересня 1954, Станція Казахстан) — радянський та російський футбольний тренер, у минулому — радянський футболіст, нападник. Майстер спорту (1978), Заслужений тренер Росії (1991).
Насамперед відомий виступами за ЦСКА (Москва), а також національну збірну СРСР.

## Клубна кар'єра
У дорослому футболі дебютував 1972 року виступами за «Автомобіліст» (Красноярськ), в якому провів два сезони.
Протягом 1974–1975 років захищав кольори клубу СКА (Хабаровськ).
Своєю грою за останню команду привернув увагу представників клубу ЦСКА (Москва), до складу якого приєднався 1976 року. Відіграв за московських армійців наступні вісім сезонів своєї ігрової кар'єри. Більшість часу, проведеного у складі московського ЦСКА, був основним гравцем атакувальної ланки команди. Після того, як за підсумками сезону 1984 року ЦСКА вилетіло з Вищої ліги, Тарханов покинув клуб.
Протягом сезону 1985 року захищав кольори клубу СКА (Одеса).
Завершив професійну ігрову кар'єру у «СКА (Ростов-на-Дону)», який виступав протягом 1986–1987 років.

## Виступи за збірну
1976 року дебютував в офіційних матчах у складі національної збірної СРСР. Протягом кар'єри у національній команді, яка тривала 8 років, провів у формі головної команди країни  6 матчів.

## Тренерська кар'єра
З 1989 року на тренерській роботі. За цей час встиг потренувати ряд радянських та російських клубів, а також литовську «Ветру» та узбецький «Пахтакор».
| Дата       | Місто          | Господарі | Результат | Гості    | Турнір            | Голи | Примітки |
| ---------- | -------------- | --------- | --------- | -------- | ----------------- | ---- | -------- |
| 28/11/1976 | Буенос-Айрес   | Аргентина | 0 – 0     | СРСР     | товариський матч  | -    |          |
| 01/12/1976 | Ріо-де-Жанейро | Бразилія  | 2 – 0     | СРСР     | товариський матч  | -    |          |
| 20/03/1977 | Туніс (місто)  | Туніс     | 0 – 3     | СРСР     | товариський матч  | -    | 79'      |
| 15/10/1980 | Москва         | СРСР      | 5 – 0     | Ісландія | Відбір до ЧС 1982 | -    |          |
| 04/12/1980 | Мар-дель-Плата | Аргентина | 1 – 1     | СРСР     | товариський матч  | -    | 70'      |
| 09/10/1983 | Москва         | СРСР      | 2 – 0     | Польща   | Відбір до ЧЄ 1984 | -    | 46'      |
| Усього     |                | Матчів    | 6         |          | Голів             | 0    |          |